# Grüne (Radevormwald)
Grüne ist ein Ort in Radevormwald im Oberbergischen Kreis im nordrhein-westfälischen Regierungsbezirk Köln in Deutschland.

## Lage und Beschreibung

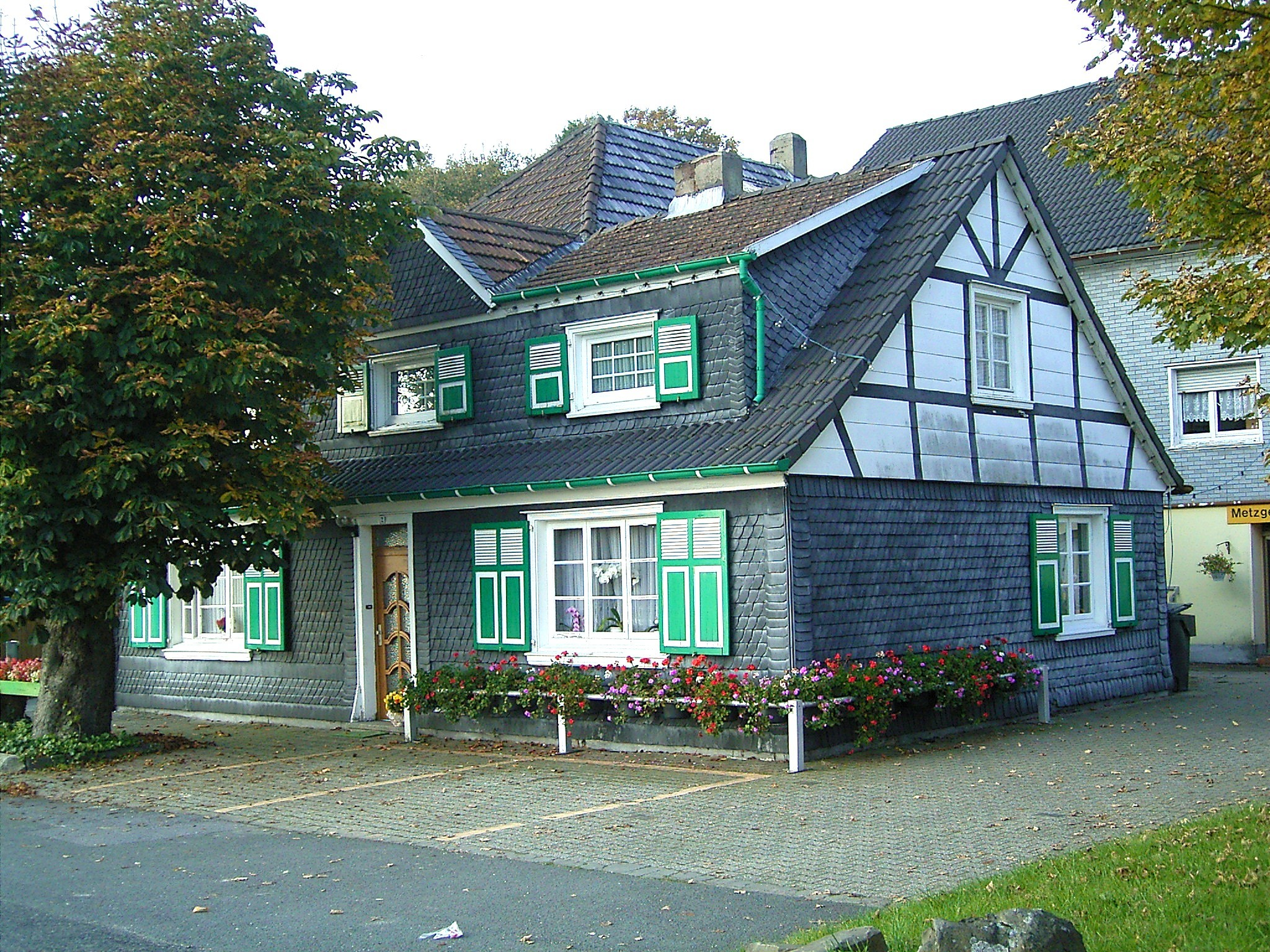
Landwirtschaftliches Gehöft mit angeschlossener Metzgerei in Grüne

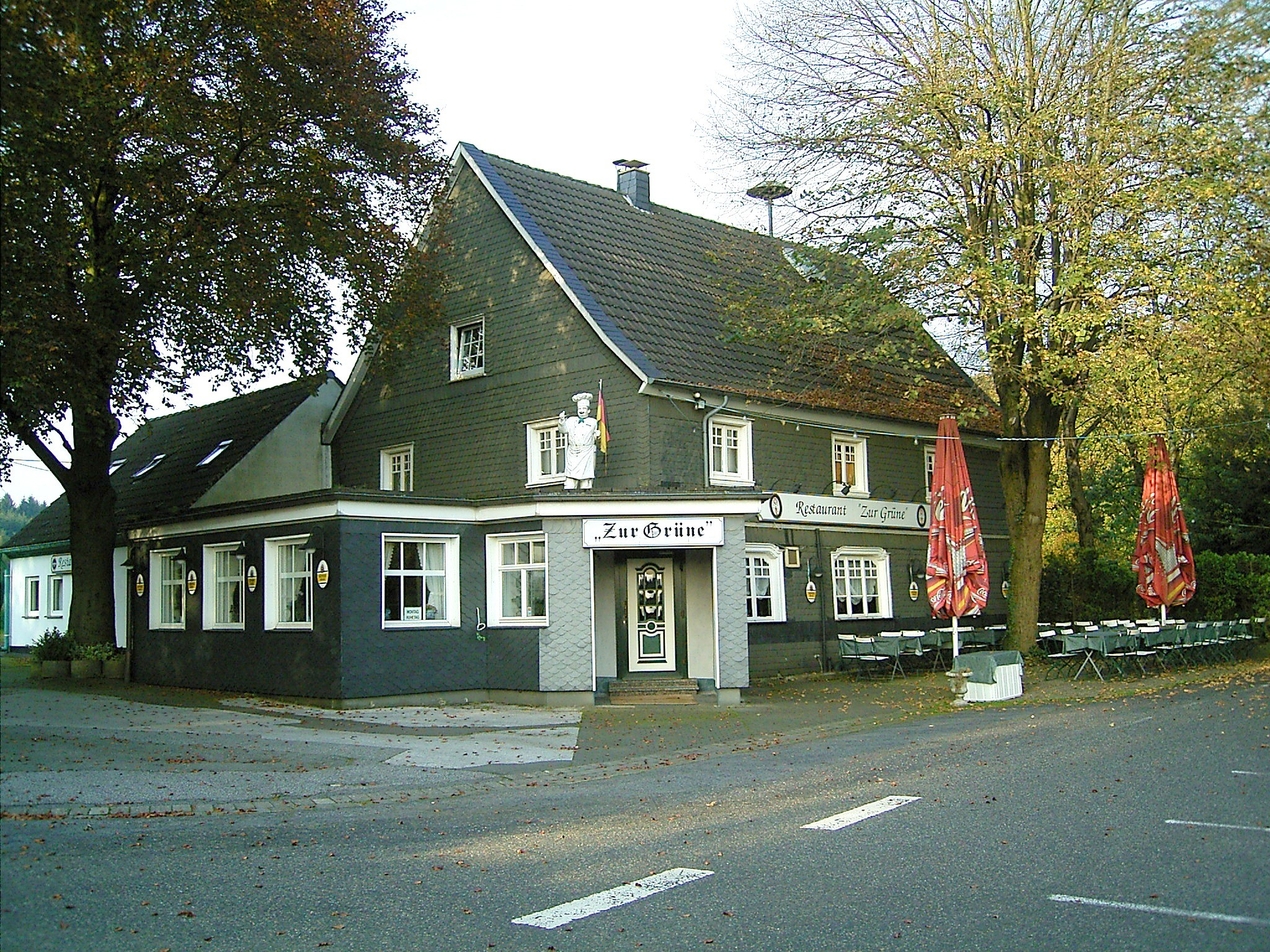
Speiselokal in Grüne

Der Ort liegt östlich des Stadtzentrums von Radevormwald im Kreuzungsbereich der Bundesstraßen 229 und 483. Weitere Nachbarorte sind Neuenhof, Grafweg, Böhlefeldshaus, Hahnenberg, Rädereichen und ein Gewerbegebiet, das östlich des Stadtzentrums liegt.
Bei Grüne unterquert der Erlenbach, der in seinem weiteren Verlauf in der Bevertalsperre mündet, die Bundesstraße 229.
Nahe der Kreuzung der beiden Bundesstraßen befindet sich eine Gaststätte.

## Politik und Gesellschaft
Grüne gehört zu dem Radevormwalder Gemeindewahlbezirk 182, der am 1. Januar 2004 genau 471 Wahlberechtigte hatte.

## Geschichte
Die Ortsbezeichnung „Grüne“ tauchte erstmals in der offiziellen topografischen Karte von 1892–1894 auf.

## Busverbindungen
Über die im Ort gelegene Haltestelle der Linie 339 (VRS/OVAG) ist Grüne an den öffentlichen Personennahverkehr angebunden.